# Jean-Baptiste Kléber
Jean-Baptiste Kléber (Estrasburg, França, 9 de març del 1753 - El Caire, Egipte, 14 de juny del 1800) fou un general francès que destacà en les Guerres de la Revolució Francesa, sobretot en la de Vendée i a la campanya d'Egipte.
Era fill d'un paleta, i s'educà al costat d'un sacerdot parent seu que l'envia a estudiar arquitectura, part d'elles a París, però la seva oportuna assistència a dos nobles alemanys en una baralla de taverna va fer que li procuressin una plaça a l'escola militar de Múnic. Va obtenir un lloc d'oficial menor en l'exèrcit austríac, però va renunciar a aquest en 1783, ja que el seu origen plebeu li impedia fer carrera a Àustria.
El 1785 fou nomenat inspector d'edificis públics a Belfort (Borgonya-Franc Comtat). La Revolució el va fer tornar a l'exercit, i es distingí en el setge de Magúncia. General de brigada el 1793, va ser enviat a l'exercit de La Rochele i ferit en el combat de Torfou. L'any següent ascendí a general de divisió i va combatre contra els vendeans en la Revolta de La Vendée; després passà l'exercit del Sambre i Meuse, on es mostrà general tan hàbil com valent, contribuint brillantment a les victòries de Charleroi i de Fleurs. Després se'l destinà a l'exercit del Rin i l'hivern de 1794 dirigí el setge de Magúncia, d'on tornà a França per encarregar-se interinament del comandament de l'exercit del Sambre i Meuse. Passà el Rin el 6 de setembre de 1795 i continuà el setge de Magúncia.
El 8 de desembre de 1795 se li confià el comandament de la plaça d'Estrasburg i el maig següent rebé el de l'ala esquerra de l'exercit del Sambre i Meuse. El 19 de juny refusà a Uckerath un violent atac del general austríac Paul Kray; el 16 de juliol s'apoderà de Frankfurt; el 4 d'agost de Bamberg i el 7 derrotà els imperials a Forchheim.
Després d'haver presentat diverses vegades la dimissió, li fou acceptada el 2 de febrer de 1797, i es retirà a Estrasburg, però el 12 de gener de 1798 fou cridat per comandar una divisió de l'exercit d'Anglaterra. El maig següent acompanyà Bonaparte a Egipte i amb prou feines desembarcat s'encarregà del setge d'Alexandria, sent ferit greument en aquestes operacions. Més tard acompanyà Bonaparte a Síria, on tingué la major participació en totes les victòries, especialment en refusar els mamelucs quan atacaren el Mont Tabor.
En abandonar Napoleó secretament Egipte, deixà a Kléber com a successor seu (21 d'agost de 1799), càrrec ben difícil i ingrat en aquelles circumstancies. En efecte, poc temps després tingué de negociar amb els anglesos la evacuació d'Egipte, signant amb l'almirall William Sidney el Conveni d'El Arich (24 de gener, de 1800); però quan es disposava abandonar El Caire, rebé una carta de l'almirall Keith, informant-lo que el Govern anglès no ratificava el Conveni sinó amb la condició de que s'entregués presoner. indignat davant aquest incompliment de paraula, va fer publicar la carta i decidí a l'exercit a marxar contra els turcs, derrotant-los per complet a Helipolis el 20 de març de 1800. Després signà un tractat d'aliança amb Murad Bey i recuperà El Caire, on havia esclatat una revolta.

## Assassinat al Caire
Poc després d'aquestes victòries, un estudiant sirià, fanàtic religiós, va assassinar Kléber als jardins de la seva residència a el Caire el 14 de juny de 1800, el mateix dia en què el seu vell amic i camarada Desaix moria en la batalla de Marengo. Les cerimònies fúnebres van ser organitzades per Nicolas-Jacques Conté i l'enginyer en cap Jacques-Marie Le Pére, i van tenir lloc el 17 de juny davant l'Institut d'Egipte. El secretari perpetu de l'Institut, Jean-Baptiste Joseph Fourier, amic i col·laborador del General Kléber, va pronunciar l'elogi fúnebre. Poc temps després els francesos van capitular i Kléber va ser exhumat de la seva tomba a el Caire per repatriar el taüt juntament amb 13.500 soldats i egipcis que havien col·laborat en l'expedició. Les seves restes descansen a la plaça d'Armes d'Estrasburg, on el 1840 se li erigí una estàtua de bronze. El cirurgià en cap de l'exèrcit d'Orient, Dominique-Jean Larrey, va conservar el cadàver de l'assassí del general, que es va transportar a França amb finalitats científiques.
Kléber va ser indubtablement un dels més grans generals de l'època revolucionària francesa. Encara que menyspreava les seves pròpies energies i va declinar la responsabilitat del comandament suprem, la seva carrera va mostrar que sí estava capacitat per exercir més responsabilitats militars. Com a segon en el comandament, cap general de la seva època el va sobrepassar. No obstant això, la seva forma de conduir els assumptes a Egipte, quan s'enfrontava als britànics, gairebé sense diners del tresor públic i amb unes tropes descontentes per la falta de paga, mostra que la seva capacitat com a administrador va ser molt menor que la seva capacitat militar.